# Пширомб
Пширомб (пол. Przyrąb) — село в Польщі, у гміні Водзіслав Єнджейовського повіту Свентокшиського воєводства.
Населення — 181 особа (2011).
У 1975-1998 роках село належало до Келецького воєводства.

## Демографія
Демографічна структура на день 31 березня 2011 року:
|          | Загалом | Допрацездатний вік | Працездатний вік | Постпрацездатний вік |
| -------- | ------- | ------------------ | ---------------- | -------------------- |
| Чоловіки | 95      | 15                 | 62               | 18                   |
| Жінки    | 86      | 14                 | 44               | 28                   |
| Разом    | 181     | 29                 | 106              | 46                   |